# Regione di Katavi
La regione di Katavi è una regione della Tanzania. La capitale regionale è Mpanda.

## Distretti
La regione è divisa amministrativamente nei seguenti distretti:
| Distretto                  | Popolazione 2012 Cens. 2012 | Popolazione 2022 Cens. 2022 |
| -------------------------- | --------------------------- | --------------------------- |
| Distretto urbano di Mpanda | 102 900                     | 245 764                     |
| Distretto di Mlele         | 282 568                     | 118 818                     |
| Distretto di Nsimbo        |                             | 201 102                     |
| Distretto di Tanganyika    | 179 136                     | 371 836                     |
| Distretto di Mpimbwe       |                             | 215 438                     |
| Totale                     | 564 604                     | 1 152 958                   |